# Gibbavasis
Gibbavasis kushkii es una especie de un miembro enigmático de la biota ediacarana del centro de Irán. G. kushkii ha sido comparada con la especie Ausia de Namibia. El término "Gibbavasis" es una mezcla de las dos palabras latinas Gibba (que significa 'bacheado') y Vasis (que significa 'jarrón').

## Etimología
El nombre del género "Gibbavasis" es una conjunción de las dos palabras latinas Gibba (con el significado de 'abultado') y Vasis (con el significado de 'jarrón'), estas dos palabras coinciden entre sí porque los especímenes de G. kushkii suelen parecerse a jarrones abultados fosilizados en el suelo. Por otra parte, el nombre "kushkii" es una mención al lugar donde se hallaron los holotipos, la serie Kushk junto con la zona Kushk. Esto significa que el nombre significa "jarrón lleno de baches".

## Descubrimiento
En 2018, Vaziri, Majidifard y Laflamme descubrieron Gibbavasis en el centro de Irán y sus descubrimientos dieron como resultado nueve especímenes conservados en epirelieve negativo. Estos nueve ejemplares fueron hallados en los esquistos argiláceos grises -subunidad 6- de la Serie Kushk de la zona de Kushk (localidad de Chahgaz (Dargazin), encontrándose todos ellos en la región de Bafq al interior de la zona de Chahmir en la región de Behabad, situada en Irán Central.
El hallazgo de Gibbavasis (junto con otros ediacaranos de Irán) es un elemento clave de una comunidad diversa y distribuida por todo el mundo de ediacaranos de cuerpo blando y de formas tubulares esqueléticas (como Cloudina) vistas en Namibia que probablemente sean de ascendencia metazoaria. Estas formas procedentes de Irán son ejemplos de una biosfera que atraviesa una fase de transición, y la prueba de esta afirmación es la abundancia y diversidad de organismos que van desde los grandes y mayormente de cuerpo blando (biota ediacarana) hasta formas tubulares mucho más complejas, mineralizadas y esqueléticas de los albores del Cámbrico temprano.

## Descripción
G. kushkii representa una forma que es (morfológicamente) parecida en anatomía a la Ausia de Namibia, ya que A. fenestrata también cuenta con las mismas aberturas externas (o poros, ya que ambas han sido interpretadas como Porifera). Por otro lado, G. kushkii tiene un cuerpo de forma más goblet a ovalada con varias aperturas externas, que originalmente podrían haber sido parecidas a esponjas, visibles en la totalidad de su cuerpo conservado en Epirelieve Negativo. La forma física de esta forma es similar a la de un Collumner, con todas las aberturas que sugieren una posible afinidad con los poríferos y la posibilidad de alimentarse eficazmente del filtro. Aunque esto se contrarresta con el hecho de que hay una aparente ausencia de espículas silíceas o carbonosas presentes. Toda esta evidencia muestra que Incertae sedis es la mejor clase para colocar a este animal.